# ماریا دویل کندی
ماریا دویل کندی (به انگلیسی: Maria Josephine Doyle Kennedy) (زاده ۲۵ سپتامبر ۱۹۶۴) بازیگر و خواننده ایرلندی است.

## بخشی از فیلمشناسی
از فیلم‌ها یا برنامه‌های تلویزیونی که وی در آن نقش داشته‌است می‌توان به آثار زیر اشاره کرد.
- تعهدات (فیلم) (۱۹۹۱)
- مال فلاندرز (فیلم ۱۹۹۶) (۱۹۹۶)
- ارتشبد (فیلم ۱۹۹۸) (۱۹۹۸)
- بطری بازی (فیلم ۲۰۰۳) (۲۰۰۴)
- آلبرت نابز (۲۰۱۱)
- بیزانتیوم (فیلم) (۲۰۱۲)
- صعود ژوپیتر (۲۰۱۵)
- خیابان آواز (۲۰۱۶)
- احضار ۲ (۲۰۱۶)
- تودورها (۲۰۰۷–۱۰)
- دکستر (۲۰۱۰)
- دانتون ابی (۲۰۱۱)
- غریبه (مجموعه تلویزیونی آمریکایی) (۲۰۱۸-?)